# Хајнрих Рорер
Хајнрих Рорер (6. јун 1933 – 16. мај 2013) био је швајцарски физичар, који је 1986. године, заједно са Гердом Бинигом, добио Нобелову награду за физику „за дизајн микроскопа са тунелским скенирањем”.